# Cereal box prize
Une cereal box prize, aussi connue comme cereal box toy au Royaume-Uni et en Irlande, est un jouet ou un petit article promotionnel offert comme incitation à acheter des  céréales de petit-déjeuner particulières.  
Cet article se trouve à l'intérieur ou parfois sur la boîte de céréales.  Le terme "prize" (cadeau) de la boîte de céréales désigne aussi des bons relatifs à une promotion publicitaire imprimée à l'extérieur de la boîte de céréales et qui peuvent être commandés par la poste.  

## Distribution
Les cadeaux peuvent être distribués de quatre façons différentes. La première, rarement utilisée aujourd'hui, est une remise du cadeau au client lors de l'achat d'une ou plusieurs boîtes spécifiques de céréales. La deuxième méthode de distribution est d'inclure le cadeau dans la boîte elle-même. La troisième méthode est d'attacher le cadeau à la boîte,. Le quatrième mode de distribution est d'avoir un talon sur la boîte qui sert de preuve d'achat.  Une ou plusieurs preuves d'achat serviront à faire une demande par la poste du cadeau qui sera reçu également par la poste.

## Histoire
Will Keith Kellogg a été le premier à introduire des cadeaux dans les boîtes de céréales. La stratégie de marketing qu'il a créé a produit des milliers de cadeaux différents qui ont été distribués par dizaines de milliards.